# Damien Le Tallec
Pour les articles homonymes, voir Le Tallec.
Damien Le Tallec, né le 19 avril 1990 à Poissy, est un footballeur français qui joue au poste de milieu de terrain de la fin des années 2000 au milieu des années 2020.

## Biographie

### Carrière en club

#### Stade rennais (2005-2009)
Passé par les équipes de jeunes du Le Havre AC, il rejoint le centre de formation du Stade rennais en 2005.
Le 11 août 2007, il signe son premier contrat professionnel avec le Stade rennais pour une durée de trois ans alors qu'il était convoité par de nombreux grands clubs étrangers.
Il remporte la Coupe Gambardella le 24 mai 2008 au Stade de France avec les 18 ans du Stade rennais contre les Girondins de Bordeaux, marquant un but en finale.

#### Borussia Dortmund (2009-2012)
Le 6 août 2009, il signe un contrat de trois ans plus une année en option avec le Borussia Dortmund alors qu'il n'a jamais disputé de match avec l'équipe première du Stade rennais,.
Son efficacité avec l'équipe réserve lui permet de connaître le 18 octobre 2009, son premier match professionnel, en remplacement de Nelson Valdez à la 46e minute lors de la 9e journée de Bundesliga face au VfL Bochum. En janvier 2012, il rejoint le FC Nantes où il signe un contrat de deux ans et demi mais ne parvient pas à s'imposer.
Damien Le Tallec marque 12 buts en 30 rencontres avec l'équipe réserve Borussia Dortmund II, qui évolue en Regionalliga Ouest, quatrième division allemande.

#### FC Hoverla Oujhorod (2012-2014)
Il s'engage pour deux ans en juin 2012 avec le club ukrainien du Hoverla,. En Ukraine, il recule sur le terrain, s'installant au poste de milieu défensif.

#### FK Mordovia Saransk (2014-2016)
En juillet 2014, Le Tallec quitte l'Ukraine pour la Russie et rejoint les rangs du FK Mordovia Saransk.

#### Étoile rouge de Belgrade (2016-2018)
En janvier 2016 où il rejoint le championnat serbe à l'Étoile rouge de Belgrade,.
En avril 2016, il fait partie d'une liste de 58 joueurs sélectionnables en équipe de Bretagne, dévoilée par Raymond Domenech qui en est le nouveau sélectionneur.

#### Montpellier HSC (2018-2021)
En 2018, six ans après son départ de Nantes, il revient en France et s'engage avec le Montpellier HSC le 20 juin.

#### AEK Athènes (2021-2022)
Libre de tout contrat depuis son départ de Montpellier, Le Tallec signe un contrat de deux saisons avec l'AEK Athènes FC à l’été 2021. Après une saison en Grèce, il rompt son contrat.

#### Torpedo Moscou (2022-2023)
Le 30 août 2022, il signe un contrat de deux ans avec le Torpedo Moscou.

#### FC Sochaux-Montbéliard (2023)
Le 31 janvier 2023, il signe jusqu'en juin 2024 avec le FC Sochaux-Montbéliard, club avec lequel son frère aîné Anthony a remporté la Coupe de France. Le club, en proie à de graves soucis financiers, subit une relégation financière et le joueur résilie son contrat en juillet 2023, après dix matchs disputés en championnat. 

#### Hanoi FC et retraite sportive (2023-2024)
Le 8 septembre 2023, Le Tallec s'engage pour une saison en faveur du club vietnamien de l'Hanoi FC. Il justifie son choix en expliquant : « D'après certaines informations de mes amis qui vivent ou voyagent au Vietnam, je sais que c'est un pays hospitalier et culturellement riche. Je suis heureux d'être ici pour me mettre au défi ». 
Il annonce sa retraite sportive en mai 2024.

### Après carrière
Rapidement après sa retraite sportive, Le Tallec rejoint la direction du Zénith Saint-Pétersbourg en mai 2024 où le club lui confie le « développement des liens et des implantations du club en Europe, en Afrique et au Moyen-Orient ».

### Vie privée
Il est le frère cadet d'Anthony Le Tallec, ainsi que le cousin de Florent Sinama-Pongolle, eux aussi footballeurs.
En 2019, Damien Le Tallec entame les démarches pour obtenir la citoyenneté russe dans le but de disputer l'Euro 2020 avec l'équipe de Russie. Il ne sera finalement pas retenu par le sélectionneur Stanislav Tchertchessov pour disputer la compétition.

## Statistiques
| Saison                | Club                     | Championnat           | Championnat | Championnat | Coupe nationale | Coupe nationale | Coupe de la Ligue | Coupe de la Ligue | Compétition(s) continentale(s) | Compétition(s) continentale(s) | Compétition(s) continentale(s) | Total | Total |
| Saison                | Club                     | Division              | M.          | B.          | M.              | B.              | M.                | B.                | Comp.                          | M.                             | B.                             | M.    | B.    |
| 2008-2009             | Stade rennais FC         | Ligue 1               | -           | -           | -               | -               | -                 | -                 | -                              | -                              | -                              | 0     | 0     |
| 2009-2010             | Borussia Dortmund        | Bundesliga            | 4           | 0           | 1               | 0               | -                 | -                 | -                              | -                              | -                              | 5     | 0     |
| 2010-2011             | Borussia Dortmund        | Bundesliga            | -           | -           | 1               | 0               | -                 | -                 | C3                             | 2                              | 0                              | 3     | 0     |
| Sous-total            | Sous-total               | Sous-total            | 4           | 0           | 2               | 0               | -                 | -                 | -                              | 2                              | 0                              | 8     | 0     |
| 2011-2012             | FC Nantes                | Ligue 2               | 8           | 0           | -               | -               | -                 | -                 | -                              | -                              | -                              | 8     | 0     |
| 2012-2013             | Hoverla Oujhorod         | Premyer Liha          | 20          | 5           | 2               | 0               | -                 | -                 | -                              | -                              | -                              | 22    | 5     |
| 2013-2014             | Hoverla Oujhorod         | Premyer Liha          | 21          | 2           | 1               | 0               | -                 | -                 | -                              | -                              | -                              | 22    | 2     |
| Sous-total            | Sous-total               | Sous-total            | 41          | 7           | 3               | 0               | -                 | -                 | -                              | -                              | -                              | 44    | 7     |
| 2014-2015             | Mordovia Saransk         | Premier-Liga          | 29          | 1           | 2               | 0               | -                 | -                 | -                              | -                              | -                              | 31    | 1     |
| 2015-2016             | Mordovia Saransk         | Premier-Liga          | 15          | 1           | 0               | 0               | -                 | -                 | -                              | -                              | -                              | 15    | 1     |
| Sous-total            | Sous-total               | Sous-total            | 44          | 2           | 2               | 0               | -                 | -                 | -                              | -                              | -                              | 46    | 2     |
| 2015-2016             | Étoile rouge de Belgrade | Jelen SuperLiga       | 14          | 2           | -               | -               | -                 | -                 | -                              | -                              | -                              | 14    | 2     |
| 2016-2017             | Étoile rouge de Belgrade | Jelen SuperLiga       | 36          | 3           | 6               | 1               | -                 | -                 | C1+C3                          | 6                              | 0                              | 48    | 4     |
| 2017-2018             | Étoile rouge de Belgrade | Jelen SuperLiga       | 26          | 1           | 1               | 0               | -                 | -                 | C3                             | 15                             | 0                              | 42    | 1     |
| Sous-total            | Sous-total               | Sous-total            | 76          | 6           | 7               | 1               | -                 | -                 | -                              | 21                             | 0                              | 104   | 7     |
| 2018-2019             | Montpellier HSC          | Ligue 1               | 36          | 3           | 1               | 0               | -                 | -                 | -                              | -                              | -                              | 37    | 3     |
| 2019-2020             | Montpellier HSC          | Ligue 1               | 28          | 2           | 3               | 0               | 2                 | 0                 | -                              | -                              | -                              | 33    | 2     |
| 2020-2021             | Montpellier HSC          | Ligue 1               | 23          | 0           | 4               | 0               | -                 | -                 | -                              | -                              | -                              | 27    | 0     |
| Sous-total            | Sous-total               | Sous-total            | 87          | 5           | 8               | 0               | 2                 | 0                 | -                              | -                              | -                              | 97    | 5     |
| 2021-2022             | AEK Athènes              | Super League          | 24          | 1           | 4               | 0               | -                 | -                 | C4                             | 2                              | 0                              | 30    | 1     |
| 2022-2023             | Torpedo Moscou           | Premier-Liga          | 9           | 0           | 2               | 0               | -                 | -                 | -                              | -                              | -                              | 11    | 0     |
| 2022-2023             | FC Sochaux-Montbéliard   | Ligue 2               | 10          | 0           | -               | -               | -                 | -                 | -                              | -                              | -                              | 10    | 0     |
| 2023-2024             | Hanoi FC                 | V.League 1            | -           | -           | -               | -               | -                 | -                 | AFC                            | 5                              | 0                              | 5     | 0     |
| Total sur la carrière | Total sur la carrière    | Total sur la carrière | 303         | 21          | 28              | 1               | 2                 | 0                 | -                              | 30                             | 0                              | 363   | 22    |

## Palmarès

### Parcours junior
- Championnat de France des 18 ans : 2007 (Stade rennais)
- Coupe Gambardella : 2008 (Stade rennais)

### Parcours professionnel
Borussia Dortmund II
- Regionalliga Ouest : 2012

 Étoile rouge de Belgrade
- Championnat de Serbie : 2016 et 2018